# Nikolai Kondratiev

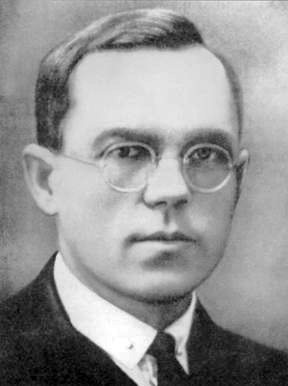
Nikolai Kondratiev

Nikolai Dimitrievici Kondratiev (în limba rusă Николай Дмитриевич Кондратьев) (n. 4/17 martie 1892; d. 17 septembrie 1938) a fost un economist rus, autor al teoriei ciclurilor economice de lungă durată (așa numitele "cicluri Kondratiev"), conform căreia economiile occidentale au cicluri de dezvoltare (boom) de lungă durată de 50-60 de ani urmate de recesiune economică.